# Masama Kati
Masama Kati (übersetzt Masama Mitte) ist ein Verwaltungsbezirk (Ward) des Distrikts Hai in der tansanischen Region Kilimandscharo.

## Geografie
Masama Kati liegt im Nordosten von Tansania, etwa 25 Kilometer Luftlinie nordwestlich der Regionshauptstadt Moshi am Abhang des Kilimandscharo. Das Gebiet steigt von 1100 Meter im Süden auf über 1900 Meter im Norden an.
Der nach Norden spitz zulaufende Bezirk grenzt im Osten an Masama Mashariki, im Süden an Romu und Masama Kusini und im Westen an Masama Magharibi. Bei der Volkszählung 2022 lebten 10.298 Menschen in 2857 Haushalten auf einer Fläche von 24,3 Quadratkilometern.

## Gliederung
Der Bezirk besteht aus fünf Gemeinden (Mtaa) mit 18 Orten (Kitongoji):
| Mbosho - Kashini - Mbosho Kati - Kamwa - Mbosho Sinde | Mroma - Kiduruni A - Ufishi - Uwau | Lemira Kati - Kirumbiu - Nkoromu | Isuki - Maangani - Lotore - Isuki - Mwara - Kamwa | Ng'uni - Matikoni - Nure - Marukeni - Nrwashofu |

## Wirtschaft und Infrastruktur
- Bildung: Im Bezirk liegen zwei staatliche weiterführende Schulen.[7] Die Lemira Secondary School[8] und die Nguni Secondary School[9] bilden beide Mädchen und Burschen bis zur 4. Stufe aus.
- Gesundheit: In der Gemeinde Mbosho befindet sich eine private Apotheke,[10] in Ng'uni eine staatliche.[11]

## Sonstiges
Die evangelisch-lutherische Kirche Augustana in Omaha unterhält eine Partnerschaft mit der Kirchengemeinde in Masama Kati.